# Réseau départemental des sites et musées de la Manche
 (mai 2025).
Motif : Insuffisance en matière de sources secondaires requises. Cf WP:CAA 
- Archive Wikiwix
- Bing
- Cairn
- DuckDuckGo
- E. Universalis
- Gallica
- Google
- G. Books
- G. News
- G. Scholar
- Persée
- Qwant
- (zh) Baidu
- (ru) Yandex
- (wd) trouver des œuvres sur Wikidata

| 1. | Préciser le motif de la pose du bandeau. | Précisez le motif de la pose du bandeau en utilisant la syntaxe suivante : {{admissibilité à vérifier\|date=mai 2025\|motif=remplacez ce texte par le motif}}                                                              |
| 2. | Informer les utilisateurs concernés.     | Pensez à avertir le créateur de l'article, par exemple, en insérant le code ci-dessous sur sa page de discussion : {{subst:avertissement admissibilité à vérifier\|Réseau départemental des sites et musées de la Manche}} |

 (juin 2022).
Si vous disposez d'ouvrages ou d'articles de référence ou si vous connaissez des sites web de qualité traitant du thème abordé ici, merci de compléter l'article en donnant les références utiles à sa vérifiabilité et en les liant à la section « Notes et références ».
 (juin 2022).
La mise en forme du texte ne suit pas les recommandations de Wikipédia : il faut le « wikifier ».
Les points d'amélioration suivants sont les cas les plus fréquents. Le détail des points à revoir est peut-être précisé sur la page de discussion.
- Les titres sont pré-formatés par le logiciel. Ils ne sont ni en capitales, ni en gras.
- Le texte ne doit pas être écrit en capitales (les noms de famille non plus), ni en gras, ni en italique, ni en « petit »…
- Le gras n'est utilisé que pour surligner le titre de l'article dans l'introduction, une seule fois.
- L'italique est rarement utilisé : mots en langue étrangère, titres d'œuvres, noms de bateaux, etc.
- Les citations ne sont pas en italique mais en corps de texte normal. Elles sont entourées par des guillemets français : « et ».
- Les listes à puces sont à éviter, des paragraphes rédigés étant largement préférés. Les tableaux sont à réserver à la présentation de données structurées (résultats, etc.).
- Les appels de note de bas de page (petits chiffres en exposant, introduits par l'outil «  Source ») sont à placer entre la fin de phrase et le point final[comme ça].
- Les liens internes (vers d'autres articles de Wikipédia) sont à choisir avec parcimonie. Créez des liens vers des articles approfondissant le sujet. Les termes génériques sans rapport avec le sujet sont à éviter, ainsi que les répétitions de liens vers un même terme.
- Les liens externes sont à placer uniquement dans une section « Liens externes », à la fin de l'article. Ces liens sont à choisir avec parcimonie suivant les règles définies. Si un lien sert de source à l'article, son insertion dans le texte est à faire par les notes de bas de page.
- La présentation des références doit suivre les conventions bibliographiques. Il est recommandé d'utiliser les modèles {{Ouvrage}}, {{Chapitre}}, {{Article}}, {{Lien web}} et/ou {{Bibliographie}}. Le mode d'édition visuel peut mettre en forme automatiquement les références.
- Insérer une infobox (cadre d'informations à droite) n'est pas obligatoire pour parachever la mise en page.

Pour une aide détaillée, merci de consulter Aide:Wikification.
Si vous pensez que ces points ont été résolus, vous pouvez retirer ce bandeau et améliorer la mise en forme d'un autre article.
Le réseau départemental des sites et musées de la Manche mis en place par le conseil général de la Manche (devenu conseil départemental) regroupe dix-huit sites patrimoniaux sur l'ensemble du département de la Manche (France), dont quatorze sont ouverts au public. 

## Politique
Initié dans les années 1980, un réseau départemental de musées, de monuments historiques et de maisons d’artiste a été progressivement mis en place par le conseil général de la Manche. 
Après avoir bénéficié, au cours des ans, de différentes formes de gestion (syndicat mixte, associations, régie), ce réseau est désormais sous la responsabilité unique de la Direction des sites et musées départementaux (DSMD) créée en 2004. La DSMD est un service public administratif qui a comme objectif d’assurer la restauration et l’aménagement de ce réseau de sites patrimoniaux et de musées, la cohérence de la gestion de l’ensemble de ces sites, le développement de leur animation et leur valorisation.

## Périmètre
Le réseau départemental est constitué de dix-huit sites patrimoniaux dont quatorze sont désormais ouverts au public. Ce réseau présente une très forte diversité par :
- son implantation sur l’ensemble du département : 16 communes et 14 cantons, avec une répartition sur tout le territoire, sauf le Saint-Lois et la Côte des Iles,

- le type des équipements culturels qui le composent et qui se chevauchent souvent sur un même site : 
  - musées d’histoire et d’ethnologie ,
  - monuments historiques religieux, militaires ou industriels ,
  - maisons d’artistes,
  - centres d’interprétation des milieux naturels ,

- les thématiques patrimoniales étudiées, préservées et médiatisées:
  - la mer et le milieu littoral,
  - l’agriculture et le monde rural,
  - les activités préindustrielles présentes dans le département,
  - la vie et l’œuvre de créateurs ayant vécu dans le département,
  - l’histoire locale et l’architecture militaire et religieuse,
  - les milieux naturels et l’art des jardins.

- l’origine de l’intégration des équipements dans le réseau :
  - acquisition départementale en saisissant principalement des opportunités foncières,
  - conventions de partenariat avec des organismes publics (Conservatoire du Littoral pour 3 sites, commune de St-Michel-de-Montjoie),
  - convention de partenariat avec un particulier (Hambye).

## Les missions de la Direction des sites et musées départementaux
Cette section est promotionnelle ou publicitaire (juin 2022). Considérez son contenu avec précaution et/ou discutez-en.
Les missions de la Direction des sites et musées départementaux s’intègrent pleinement dans la politique de développement et d’aménagement du Conseil général de la Manche, autant pour l’intérêt culturel et identitaire des sites patrimoniaux et des musées que pour leur capacité à participer à l’aménagement et au développement départemental, en complémentarité avec les initiatives privées et celles des autres collectivités :

### Connaître, préserver et médiatiser les patrimoines
- Étudier et préserver les patrimoines de la Manche : Recherche thématiques scientifiques, constitution et conservation de collections en fonction des thèmes des sites et musées, étude et restauration des monuments historique...
- Médiatiser et vulgariser ces patrimoines : Aménagements muséographiques, publications, expositions temporaires, actions culturelles et d’animation, etc. adaptées aux différents publics, de plus en plus exigeants.
- Développer l’appropriation de ces patrimoines par les habitants : En particulier pour les jeunes et les publics défavorisés : projets éducatifs pour les scolaires, journées portes ouvertes, actions ciblées pour les handicapés, les publics socialement en difficulté, appel aux entreprises d’insertion...

### Participer au développement touristique et à la promotion de la Manche
- Diversifier l’offre touristique : Produits touristiques en partenariat avec les professionnels pour groupes, individuels regroupés, familles, tourisme scolaire, etc. pour prolonger, multiplier les séjours et diversifier les publics.
- Développer la qualité des services aux publics : Signalétique, accueil et information touristique, accès pour tous, boutiques spécialisées, labellisation touristique...
- Promouvoir la destination « Manche » :	Communication multimédia, campagnes de promotion, actions entre musées, etc. en multipliant les partenariats et les échanges.

### Intégrer les sites et musées dans le développement local
- S’intégrer dans les politiques concertées de développement et d’aménagement équilibré du territoire : Concertation permanente avec le territoire et politiques contractuelles départementales.
- Participer à la diffusion culturelle : Accueil sur les sites en concertation avec la Direction de l'Action Culturelle (DAC) d’une programmation diversifiée et de qualité de spectacles vivants et d’expositions.
- Intégrer les sites dans le tissu social et économique local : Accueil de séminaires, lien entre les entreprises d’aujourd’hui et le patrimoine industriel, agricole et  maritime.
- Valoriser le caractère exemplaire et démonstratif de l’aménagement et de la gestion des sites : Qualité architecturale et environnementale des bâtiments et des abords, intégration paysagère en cohérence avec les autres politiques départementales.
- Optimiser l’évolution du réseau patrimonial départemental : Recherche de nouveaux modes de valorisation, maîtrise du développement quantitatif du réseau.

## Les éléments du réseau
- Maison Jacques-Prévert
- Maison natale de Jean-François Millet
- Fort du Cap Lévi
- Île Tatihou
- Batterie d'Azeville
- Ferme-musée du Cotentin
- Ermitage Saint-Gerbold
- Fours à chaux du Rey - Musée Maritime de Regnéville
- Château de Regnéville
- Abbaye de Hambye
- Écomusée de la baie du mont Saint-Michel
- Parc-musée du Granit
- Musée de la poterie normande